# 沼沢湖
沼沢湖（ぬまざわこ）は、福島県大沼郡金山町にあるカルデラ湖。越後三山只見国定公園に属する。

## 概要
福島県会津地方の西部に位置し、かつては「沼沢沼」と呼ばれていた。湖水面高約475m、面積約3.1km2、水深約96mである。

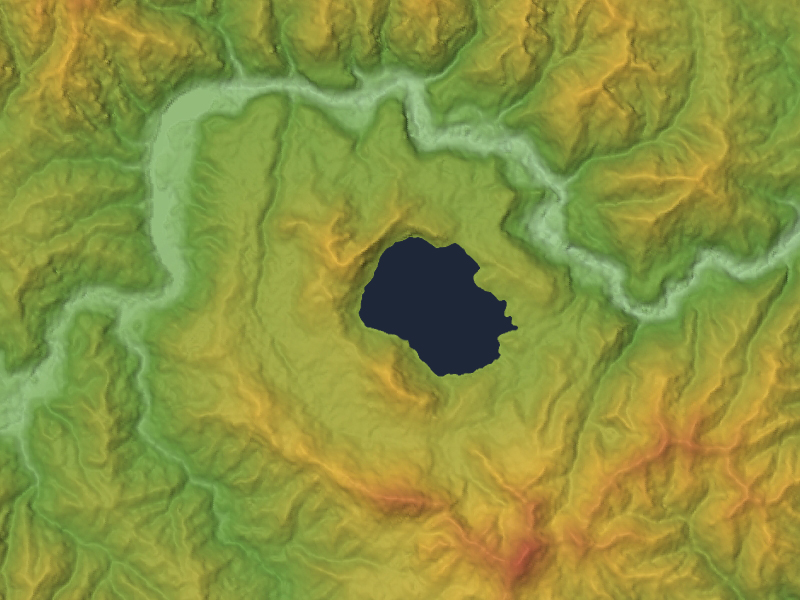
沼沢火山の地形図

約4万5千年前と約5400年前の大規模な噴火によって誕生した、新しいカルデラ湖である。カルデラ湖をさらに外輪山が取り囲む二重カルデラ地形のように見えるが、外側の外輪山様の地形は鮮新世の上井草カルデラからなり、沼沢カルデラとは無関係であるが上井草カルデラの新期の活動と見ることもある。カルデラを形成した大規模噴火の前後にも溶岩ドームなどを形成した小規模な噴火を何度も起こしており、これら一連のカルデラや溶岩ドーム群を総称して沼沢火山と呼んでいる。
沼沢湖は只見川に近接しているため、湖面との落差を利用した揚水発電所が早くから実用化されていた。また周辺は只見柳津県立自然公園に指定されていて、神秘的な湖水周辺はミニリゾート地となっており、竜神伝説や、妖精美術館などがある。

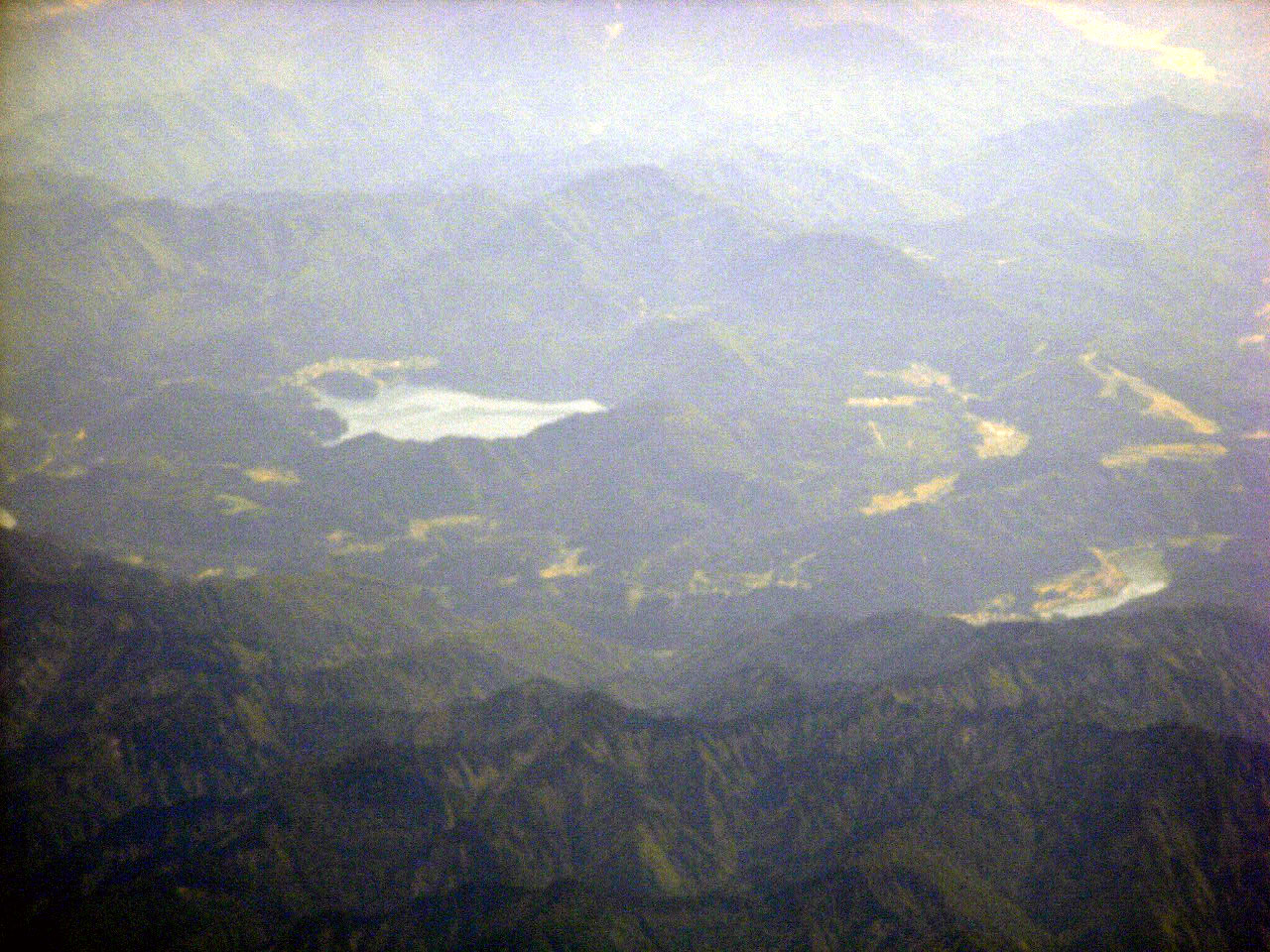
沼沢湖空撮
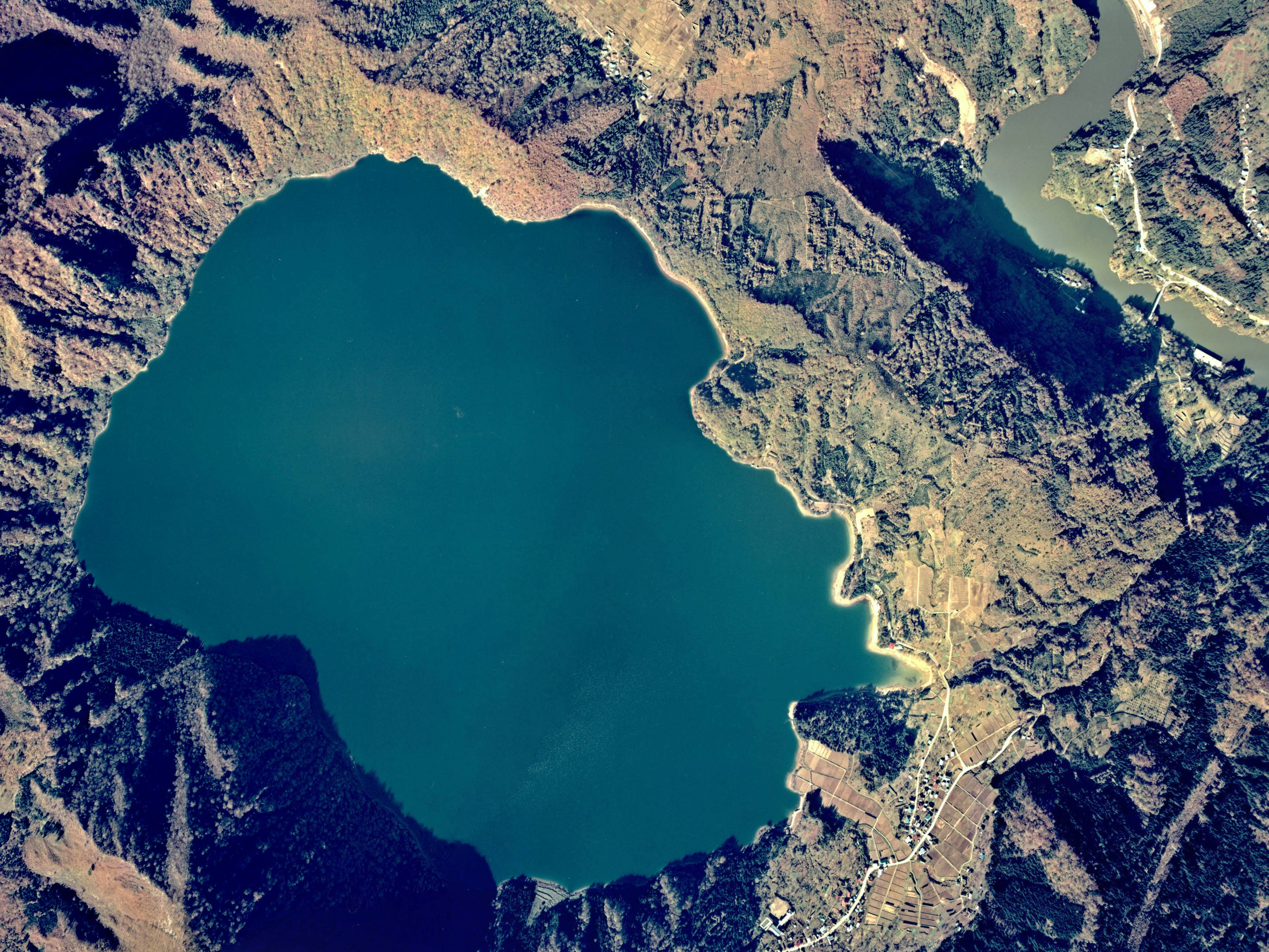
沼沢湖
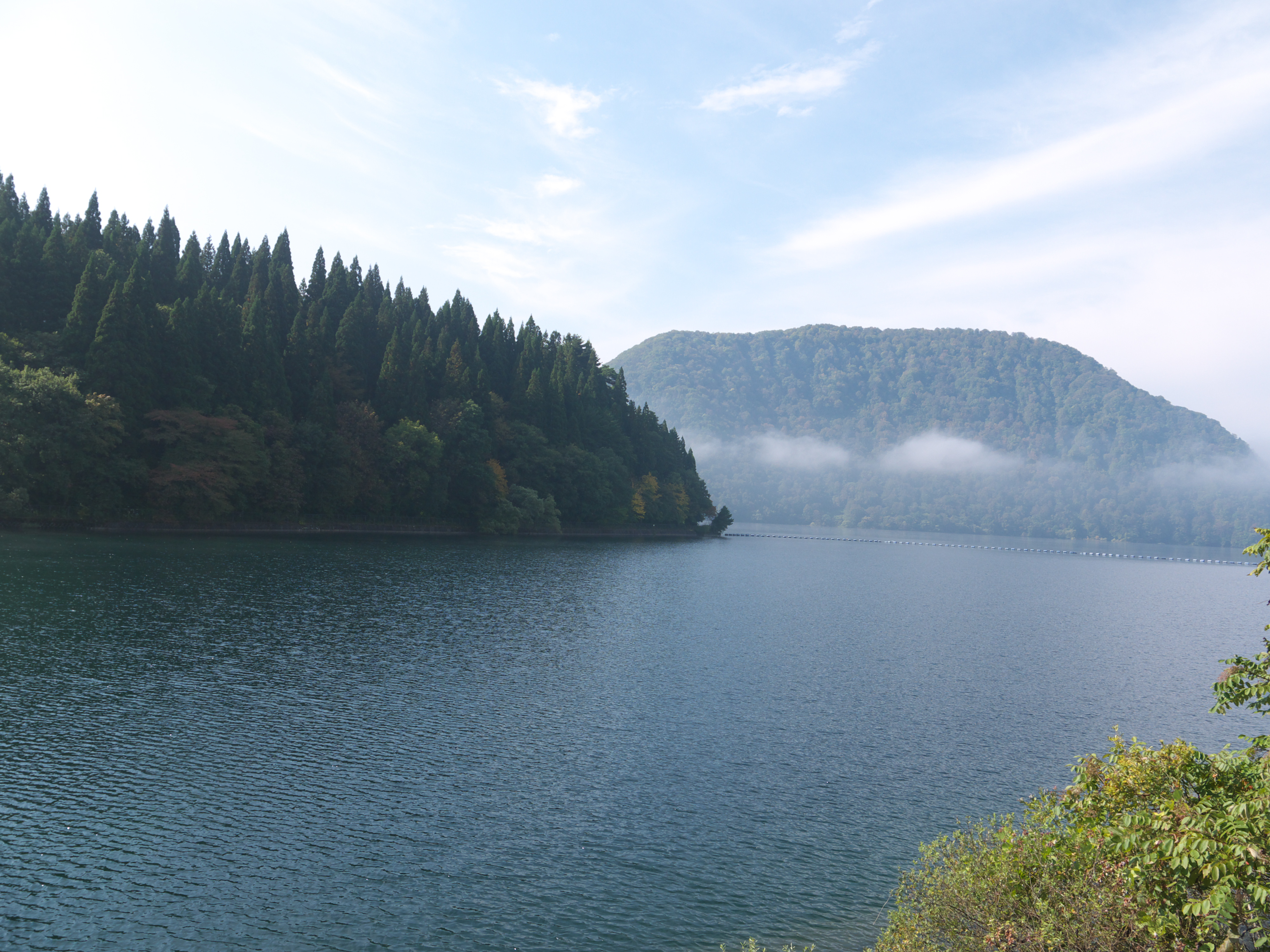
沼沢湖
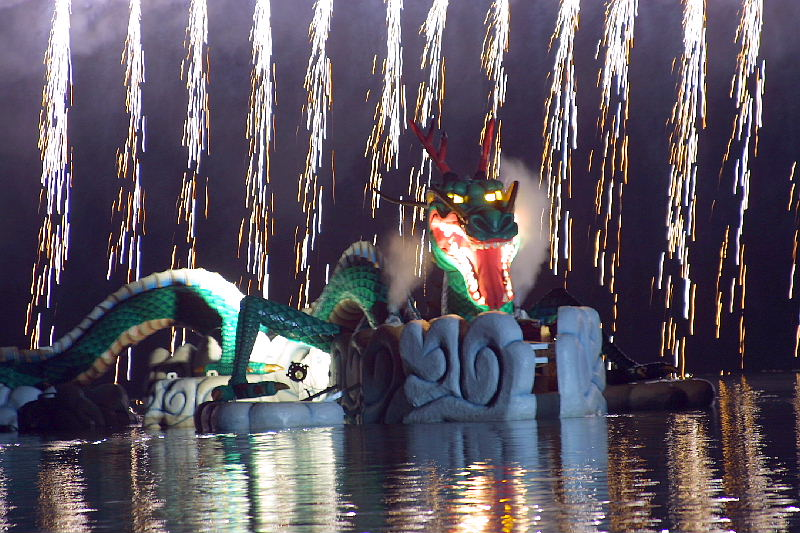
湖水祭（2001年）

## 交通
- JR東日本只見線早戸駅から車で10分。
- 磐越自動車道の会津坂下インターチェンジから柳津町・金山町方面約40分。
- 野岩鉄道会津鬼怒川線・会津鉄道で浅草駅より東武電車で会津鉄道会津田島駅まで3時間15分、会津田島駅より車で約1時間。